# ランド・オブ・ザ・ロスト
『ランド・オブ・ザ・ロスト』（原題：Land Of The lost）は、2009年にアサイラムが製作・販売したアメリカ合衆国のオリジナルビデオ作品。日本での販売はアルバトロス。
主演・監督はC・トーマス・ハウエル。原作はエドガー・ライス・バローズの『The Land That Time Forgot（時に忘れられた世界）』だが、かなりの改変部分があり「似て異なるもの」に仕上がっている。

## ストーリー
フロストは妻のカレンと友人のコール、その彼女であるリンジーを誘い、船旅に出ていた。乗組員は船長のバローズと船員のスタックのみ、というあまり大きくないボートである。彼ら6人の乗った船は嵐に遭遇、船はバミューダトライアングルを通過し、船長とスタックの見てる前で「光る裂け目」を通り抜けていた。
嵐は去ったが船は故障してエンジンもレーダーもダメになっており、気圧計も数値がおかしかった上に飲料水も流出していた。カモメが飛び中、運よく潮流が島へと船を運んでくれたが、カレンが海面下に不気味な生き物らしいものを見つける。怯えるカレンに信号弾を渡し、彼女一人を残して上陸した5人だったが、スタックがプテラノドンらしき翼竜に襲われ、連れ去られてしまう。さらにティラノサウルスまで現れ、彼らを追いかける。この島では恐竜が生きているのか？　逃げ延びたフロストは気圧計の数値から恐竜時代にタイムスリップした、と考えるが、しかし確証はなかった。
信号弾の合図で砂浜に戻った4人は、船とカレンが何者かに奪取されたことを悟る。やがて彼らは第二次大戦中に消息を絶ったアメリカ人パイロットのジュード・ジャクソンや、1955年に行方不明になった船・コネマラ号の船長であるアメリカ人のコンラッドと出会う。かれらはここで10年以上暮らしている、という。どうやらバミューダトライアングルを通って謎の島に来たことだけは間違いないようだった。
パイロットの案内で、フロストらはカレンと船がドイツ兵に拉致・拿捕されていると知る。彼らも第二次大戦の兵士であり、アメリカ人を敵だと決めつけていた。パイロットと船長が囮を引き受け、フロストらはカレンと船の奪回を目論む。しかしティラノサウルスをおびき寄せてドイツ兵をかく乱させたものの、パイロットらは裏切り自分たちだけで島を去ってしまう。置き去りにされて怒るドイツ兵らは、フロストらを捕虜とした。
バローズはパイロットらの残した照明器具とティラノサウルスの足跡から石油の存在を知る。石油を精製してドイツ軍の座礁した潜水艦を動かせれば、島から脱出できると悟った彼は事情を説明し、ドイツ兵からの協力を取り付けた。
石油の湧いている場所はティラノサウルスの縄張りにあった。フロストらは作戦を立て、座礁した潜水艦の正面にティラノを誘い込む。しかし魚雷はティラノをかすめただけに終わった。作戦の失敗を悟った囮役は、身を挺してティラノを挑発。あっさりと食べられてしまうものの、その手にはピンを抜いた手りゅう弾が握られていた。石油のしみ込んでいたティラノは手りゅう弾の爆発によりバラバラに吹き飛ばされる。彼氏を目の前で亡くしたリンジーは落胆した。
脅威が取り除かれたことで作業に専念したフロストらは、満潮時に潜水艦を起動させ、砂浜からの脱出を試みる。しかし精製所に残っていたドイツ兵を迎えに行ったフロストの前に、新たなティラノサウルスが現れる。フロストは囮となりドイツ兵の逃走を援護。ティラノを精製所まで誘い込み、加熱させた石油タンクを爆発させてこれを倒す。
乗り遅れていたドイツ兵らは間に合ったものの、フロストは取り込みされてしまった。それを知ったカレンは下船し、二人で残ることを決意する。
彼らにはやがて新しい命が芽生え、フロストは一連の体験記をしたためた手記を瓶に込め、海へと放り投げた。

## スタッフ
- 監督：C・トーマス・ハウエル
- 原作：エドガー・ライス・バローズ『The Land That Time Forgot（時に忘れられた世界）』
- 脚本：ダーレン・ダルトン
- 撮影：マーク・アトキンス
- 編集：ブライアン・ブリンクマン
- 音楽：クリス・ランデンハウア
- 製作：デヴィッド・マイケル・ラット
- 製作総指揮：デヴィッド・リマウィー

## キャスト
| 役名         | 俳優                         | 日本語吹替                 |
| ------------ | ---------------------------- | -------------------------- |
| フロスト     | C・トーマス・ハウエル        | 小杉十郎太                 |
| バローズ船長 | ティモシー・ボトムズ         | 麦人                       |
| リンジー     | リンゼイ・マッケオン         | 斉藤梨絵                   |
| カレン       | アンヤ・ベントン             | 日野由利加                 |
| ロンゾ       | スティーヴン・ブラックハート | 黒澤剛史                   |
| コール       | ダーレン・ダルトン           | 田坂浩樹                   |
| その他       |                              | 古宮吾一 金子由之 下崎紘史 |